# Матакское сельское поселение
Матакское се́льское поселе́ние — муниципальное образование в Дрожжановском районе Татарстана Российской Федерации.
Административный центр — село Матаки.
Расположено на северо-западе района. Территория изрезана балками. Основные реки: Бездна и её приток Буштерле. По территории поселения проходит автодорога Старое Дрожжаное - Матаки - Шланга.

## История
Статус и границы сельского поселения установлены Законом Республики Татарстан от 31 января 2005 года № 21-ЗРТ «Об установлении границ территорий и статусе муниципального образования "Дрожжановский муниципальный район" и муниципальных образований в его составе».

## Население
| 2002  | 2010  | 2011  | 2012  | 2013  | 2014  | 2015  |
| ----- | ----- | ----- | ----- | ----- | ----- | ----- |
| 1418  | ↘1237 | ↘1233 | ↘1218 | ↘1193 | ↘1138 | ↘1108 |
| 2016  | 2017  | 2018  |       |       |       |       |
| ↘1072 | ↘1043 | ↘998  |       |       |       |       |

## Состав сельского поселения
| № | Населённый пункт | Тип населённого пункта       | Население |
| - | ---------------- | ---------------------------- | --------- |
| 1 | Матаки           | село, административный центр | 692       |
| 2 | Мочалей          | село                         | 445       |
| 3 | Чувашские Ишли   | село                         | 285       |